# Ferrari 365 GTC/4
La Ferrari 365 GTC/4 est un modèle automobile du constructeur italien Ferrari produite de 1971 à 1972. Elle assure l'intérim entre la Ferrari 365 GT 2+2 qu'elle remplace, et la Ferrari 365 GT4 2+2, et bénéficie ainsi comme elles d'un aménagement intérieur à 2+2 places. C'est une GT dotée d'un moteur V12 longitudinal à l'avant.

## Histoire
Elle est présentée au Salon de Genève en 1971.
Une 365 GTC/4 de 1972 s'est vendue 561 000 $ au Pebble Beach Auctions de 2015.

## Design
Le design de la 365 GTC/4, signé Pininfarina, s'inspire de celui de la Daytona, avec des lignes un peu plus tendues, typiques des années 70, qui annoncent le changement radical que seront celles de la 365 GT4 2+2. Les pare-chocs en plastique tranchent avec l'habitude de l'emploi de l'acier chromé.

## Moteur et performances
La 365 GTC/4 est dotée d'un V12 à 4 arbres à cames en tête directement dérivé de celui de la Daytona, mais s'en différenciant cependant par un carter humide et des carburateurs à l'extérieur du V pour permettre l'installation d'un système de dépollution aux normes américaines. La boîte de vitesses est accolée au moteur.

## Habitabilité et confort
La 365 GTC/4 possède deux petites places à l'arrière, comme c'est la norme pour les berlinettes 2+2. Le niveau d'équipement est important pour une Ferrari des années 70 : direction assistée, climatisation et correcteur d'assiette hydraulique à l'arrière sont présents de série.